# Alta California
Alta California es el nombre recibido por el área superior y más extensa de Las Californias, distinguiendola de la península (que en consecuencia se llamaba Baja California) que dio nombre a toda la zona. Dicho nombre lo conservó al ser organizada como una de las Comandancias de las Provincias Internas del Imperio español, integradas en el Virreinato de la Nueva España. Tras la Guerra de la Independencia de México (1810-1821), con esa denominación fue parte del territorio nacional, primero como provincia imperial y después como territorio federal, hasta la invasión estadounidense de 1846-1848. En la actualidad esta región estaría distribuida en los estados federales estadounidenses de California, Nevada, Arizona, Utah, Nuevo México, el oeste de Colorado y el sudoeste de Wyoming.
El territorio de Alta California fue renombrada como Nueva California en oposición a la Antigua California, el nombre con el que fue conocida la península en algunos escritos en épocas misionales.

"Los términos de [Alta California] son por el S. con la Antigua California, por el O. con el Océano Pacífico, por el N. con las posesiones Anglo Americanas, y por el E. no habiéndose hasta la presente marcado por el Gobierno su extensión deberá ser, ó bien en el citado Río Colorado, ó bien hasta la gran Sierra" (sic). Descrición de l'Alta California (1828), José Bandini, en una nota al Gobernador Echeandía o su hijo, Juan, miembro de la Diputación Territorial de Alta California

## Historia

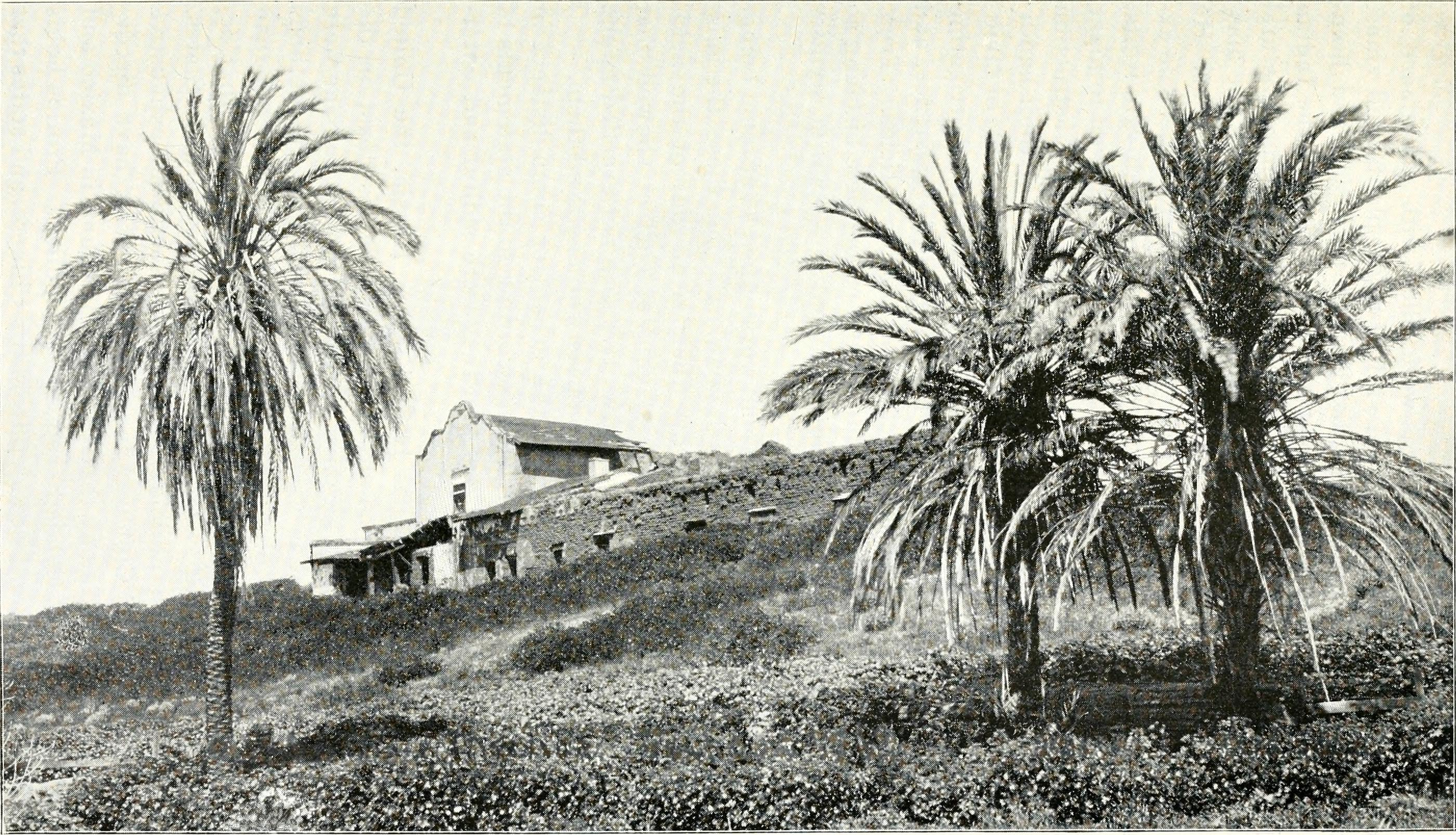
Misión San Diego de Alcalá en 1897, la primera en el territorio.

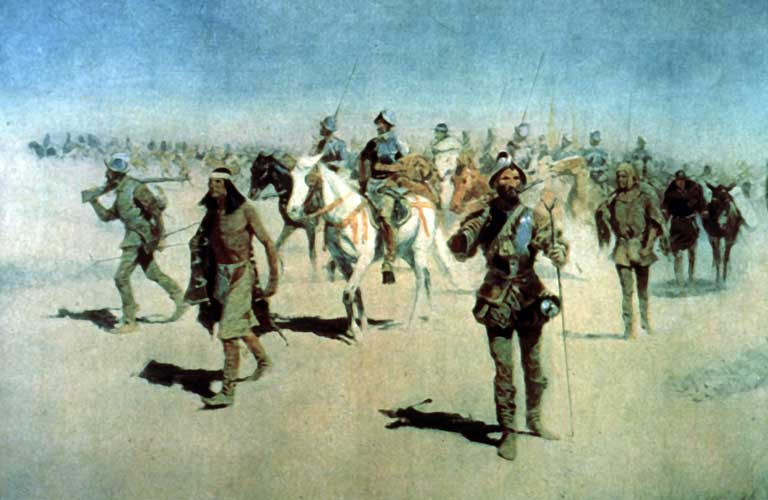
Francisco Vázquez de Coronado.

En 1542 Juan Rodríguez Cabrillo fue comisionado por Pedro de Alvarado y apoyado por D. Antonio de Mendoza y Pacheco primer virrey de la Nueva España (México), para explorar el pacífico norte. La península de Baja California y el golfo de California o mar de Cortés recién habían sido descubiertos por europeos y explorados por Francisco de Ulloa, Fernando de Alarcón y Domingo del Castillo; con esos viajes se había demostrado que la península de Baja California no era una isla, sino que estaba unida a tierra firme y rodeada de agua por un golfo (de California) y la Mar del Sur (océano Pacífico).
Cabrillo esperaba encontrar la mítica y rica ciudad de Cíbola que se creía existía en algún lugar al norte de la costa del océano Pacífico, además de buscar el inexistente paso o estrecho de Anián que se decía unía al norte los océanos Pacífico y Atlántico.
El 24 de junio de 1542 en tres buques parte la expedición del puerto de Navidad Colima, México, acompañaban a Cabrillo marineros, soldados, indios, un sacerdote, alimentos para dos años, animales en pie y mercancías. Cabrillo comanda la pequeña flota a bordo del San Salvador buque insignia que él mismo construyó.
Después de zarpar recorre la costa de Colima y enfila hacia la península la cual tuvo a la vista el 3 de julio, arribó a San José del Cabo (Baja California) y ahí se proveyó de agua, el día 13 del mismo mes descubre la bahía de Magdalena a la que nombra como tal, el día 5 de agosto descubren la Isla de Cedros en la cual permanecen hasta el día 10 del mismo mes, prosiguen su viaje costeando la península de Baja California y levantando mapas, el día 17 de septiembre llegan al hoy puerto de Ensenada México al que nombran San Mateo.
El 28 de septiembre de 1542, Cabrillo encuentra un "puerto muy bueno y seguro", acaba de descubrir la bahía de San Diego (California), a la que nombra San Miguel en honor al santo del día. Seis días después prosigue su viaje de exploración en aguas desconocidas para los europeos, el 6 de octubre está en San Pedro y el 9 en Santa Mónica, ambas poblaciones forman hoy día parte de la zona metropolitana de la ciudad de Los Ángeles (California).
El día 10 de octubre llega la expedición a San Buenaventura, el 13 arriban a Santa Bárbara y llegan a Punta Concepción el día 17. A causa de los fuertes vientos contrarios las naves regresan y se resguardan en la Isla de San Miguel frente a San Buenaventura, no pueden avanzar al norte durante varios días, el 11 de noviembre llega a Santa María y el mismo día alcanzan el Cabo San Martín que se localiza en el condado de Monterrey (California).
A causa de los fuertes vientos y tormentas las naves se separan y después de varios días de búsqueda se reúnen el 15 de noviembre y navegan sin rumbo y descubren bahía de los Pinos, conocida actualmente como bahía de Monterrey (Bay).
El 18 de noviembre navegan hacia el sur, buscando el resguardo de la bahía de la isla de San Miguel, adonde arriban el día 23. Los siguientes tres meses los pasan ahí en espera de que pasen las tormentas de invierno.
Juan Rodríguez Cabrillo muere el 3 de enero de 1543 en la isla de San Miguel como consecuencia de un brazo que se rompió al caer en una escaramuza con los nativos. Se cree que sus restos fueron sepultados en la Isla Catalina, frente a la Ciudad de Los Ángeles.
El 18 de febrero de 1543 la flota enfila nuevamente hacia el norte bajo el mando de Bartolomé Ferrelo, con vientos favorables alcanzan el cabo Mendocino el 1 de marzo, llamado así en honor del primer virrey de la Nueva España D. Antonio de Mendoza y Pacheco, patrocinador de la expedición. El cabo Mendocino se encuentra cerca del límite norte de California así que es probable que la expedición hubiese traspasado las actuales fronteras estatales y llegado hasta el vecino estado de Oregón.

## Frontera entre la Alta y la Baja California

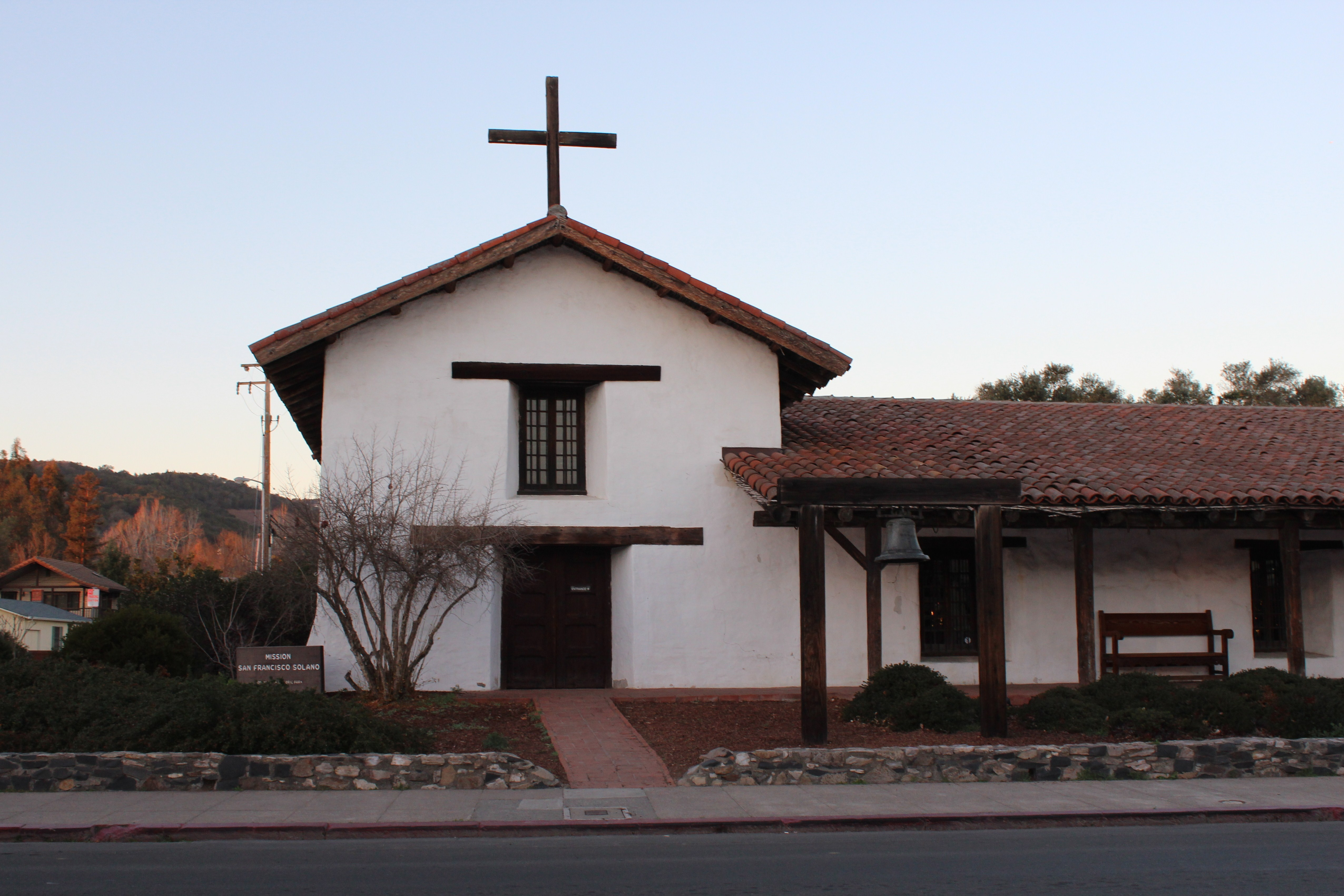
La situación actual de la misión San Francisco Solano –la única que alcanzó a ser construida por ciudadanos mexicanos–.

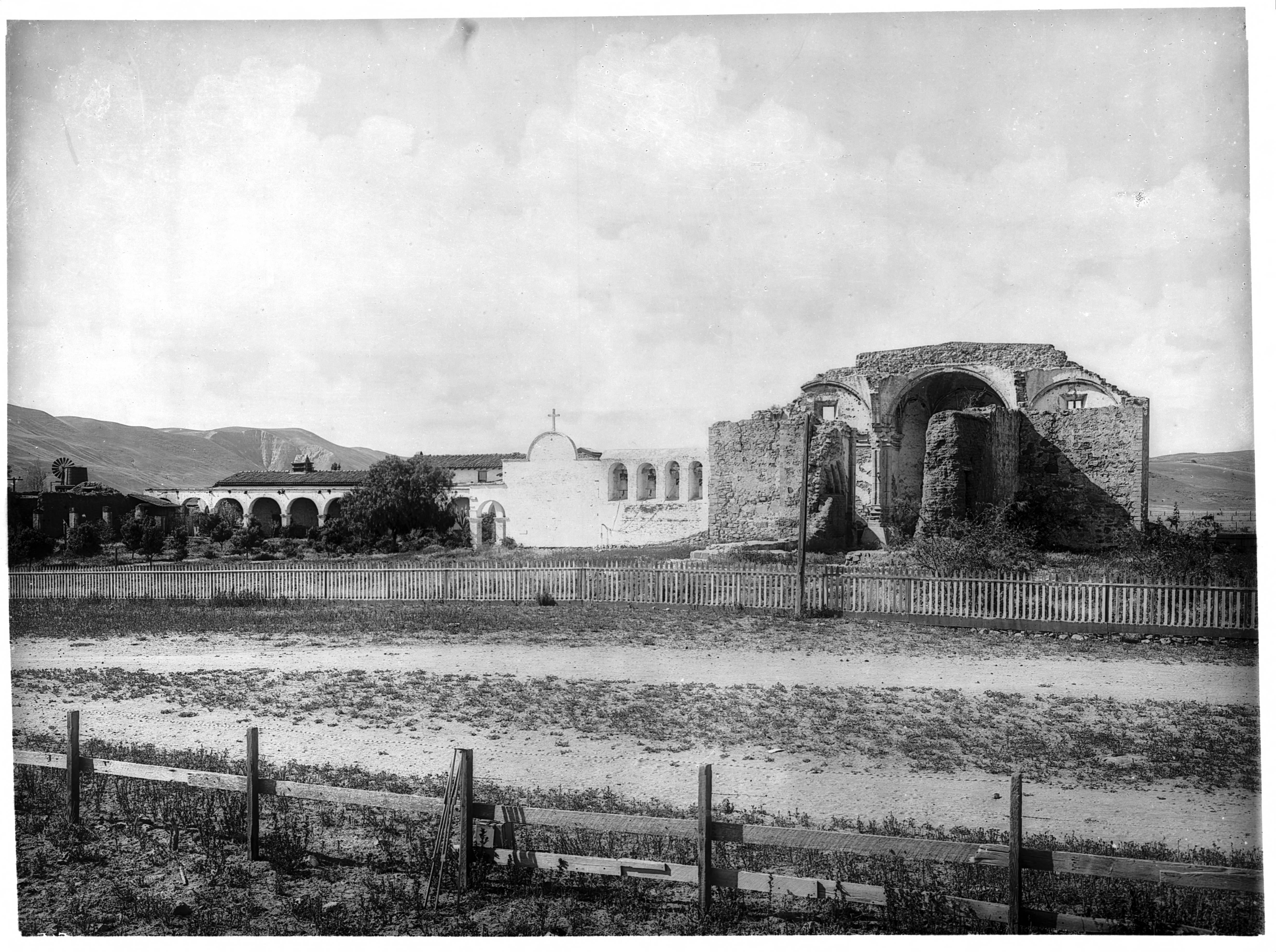
Tras la independencia de México, a pesar de lo convulso del cambio constante de entre emperadores y presidentes, las iglesias misioneras de Alta California fueron expropiadas por el estado en 1833 con el fin de dejar de alterar las culturas de las etnias locales, muchos terratenientes mexicanos y migrantes estadounidenses comenzaron a sondear sus precios, fueron convertidas íntegramente todas en ranchos tras lo cual sus estructuras fueron desgastandose paulatinamente. Esta misión incluso le perteneció a un cuñado del gobernador Pío de Jesús Pico.

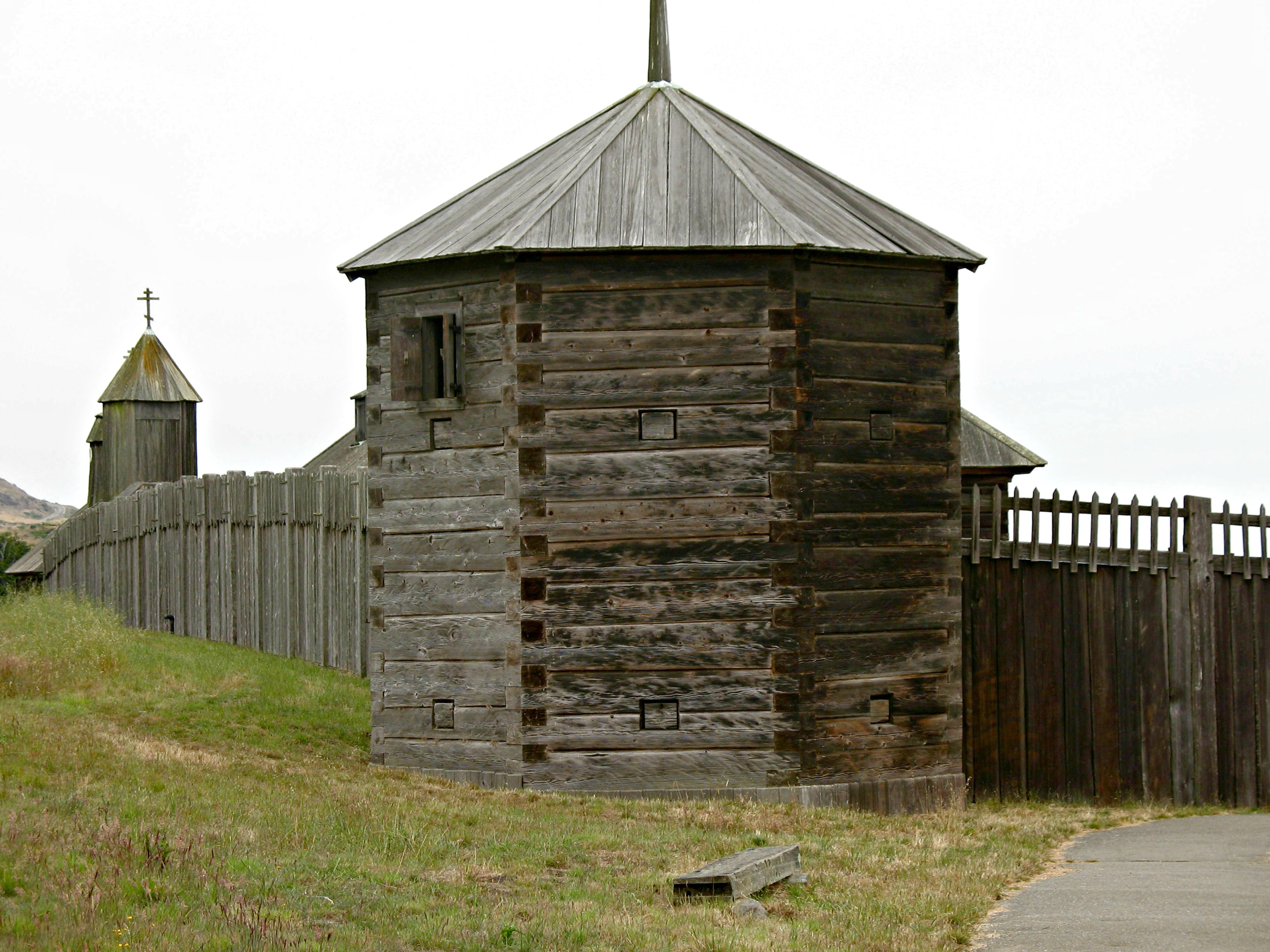
El Fuerte Ruso o Fort Ross, antiguo intento de colonización rusa en Norteamérica.

Es precisamente en Playas de Rosarito en donde en la época misionera se dividían la Alta California y la Baja California, la Alta California atendida por frailes franciscanos y la Baja California atendida por dominicos, todo después de la expulsión de los misioneros jesuitas por decreto del rey Carlos III dado en 1767. El 7 de abril de 1772 se firma el concordato mediante el cual se facultan a los dominicos y franciscanos para establecer una frontera entre las dos órdenes religiosas. En 1773 Fray Francisco Palou marcó con una simple cruz de madera la división entre las dos californias, dicha división conocida como mojonera de Palou se encuentra en frente de lo que es ahora el hotel y centro cultural Calafia, al paso del tiempo se determinó que la ranchería de El Rosario quedara bajo la custodia de la Misión de San Diego de Alcalá por quedar dentro de sus límites.
El 10 de noviembre de 1822, el último gobernador español de la Alta California Pablo Vicente de Solá, se retiró y aceptó la inclusión de la provincia en el Primer Imperio Mexicano.
El comodoro John D. Sloat de la Armada de Estados Unidos navegó hasta la bahía de Monterrey en 1846 y comenzó la invasión militar estadounidense de California, capitulando el norte de California en menos de un mes ante las fuerzas estadounidenses. En el sur de California, los californios continuaron resistiendo a las fuerzas estadounidenses. Destacó la resistencia organizada en Los Ángeles, luego del sitio a dicha población; esta ciudad era el punto de llegada de las migraciones venidas de Sonora, Sinaloa y Durango, así como el principal centro de conexión en la entidad con el resto del país, razones por las cuales estaba asentado de mejor manera un sentido de pertenencia y movilización para la defensa del territorio mexicano. El 23 de septiembre de 1846 se levantaron en armas contra los ocupantes estadounidenses, al mando del capitán José María Flores, expulsando a los invasores tres días más tarde. El 8 de octubre se produjo el contraataque invasor, pero fue vencido por el capitán José Antonio Carrillo en la batalla del Rancho Domínguez. La resistencia en Los Ángeles y los pueblos aledaños se mantuvo hasta la derrota a manos del general Stephen Kearny, el 9 de enero de 1847.
Otros enfrentamientos militares notables de la conquista incluye la batalla de San Pascual en el sur de California, así como la batalla de Olómpali y la batalla de Santa Clara en el norte de California. Tras una serie de batallas defensivas en el sur, los californios firmaron el tratado de Cahuenga el 13 de enero de 1847, asegurándose la censura y estableciendo de facto el control estadounidense en California. Una vez firmado el armisticio la atención se centró en fijar los nuevos límites, México tras consultar al Congreso y a los gobiernos de la República se vio obligado a firmar el Tratado de Guadalupe-Hidalgo el 2 de febrero de 1848, perdiendo más de la mitad de su territorio, incluidos Alta California, Arizona, Nuevo México y Texas.
A partir de la guerra entre México y los Estados Unidos (1847-48), muchas familias de ascendencia española que poseían propiedades en la Alta California emigraron a la Baja California al serles desconocidos sus títulos de propiedad por el gobierno estadounidense, algunas familias se asentaron en Rosarito para seguir con sus actividades agrícolas y ganaderas en tanto acudían al viejo San Diego, hoy San Diego (California), para satisfacer sus necesidades espirituales, mercantiles y culturales.

## El último gobernador mexicano
Su nombre fue Pío de Jesús Pico y su padre fue José María Pico, quien fue uno de los soldados que acompañó a Juan Bautista de Anza en la expedición que partió desde Tubac, Arizona hacia California alrededor de 1775 con el objeto de explorarla y colonizarla. Formó un importante capital gracias a su trabajo, fue por un tiempo uno de los hombres más ricos de la Vieja California, en San Diego fue propietario de ranchos entre los que destacan el Rancho Santa Margarita y el Rancho Las Flores. En Los Ángeles construyó la casa que después se llamaría Casa de Pico sobre la hoy calle Olvera, esa construcción con el tiempo llegaría a ser uno de los primeros y más importantes hoteles de la ciudad, adquirió alrededor de 1850 el Rancho Paso de Bartolo Viejo de los herederos de Juan Cristín Pérez, y allí construyó su residencia en 1852 en la cual vivió hasta 1892.
Después de la guerra México y Estados Unidos, Pío Pico se dedicó a atender sus negocios hasta que le alcanzó la muerte. Malos negocios, inundaciones y la avanzada edad de Pío Pico lo arruinaron económicamente, existen indicios que fue víctima de un fraude, fue sepultado en una modesta tumba. El cementerio donde yacen sus restos es ahora Sitio Histórico según las leyes de California, las ruinas de su rancho El Ranchito fueron destinadas en 1927 por el estado de California para crear el parque estatal de Pío Pico en Whittier California, la casa que construyó en Los Ángeles sobre la calle Olvera se llama ahora Casa Pico y está considerada como edificio histórico por el estado.

## Banderas que han ondeado sobre California
|  | Imperio español: El territorio de la actual California (Alta California) fue descubierto por Juan Rodríguez Cabrillo en 1542, reclamando el territorio en nombre del imperio español. En 1804 se creó la provincia de Baja California dentro del Virreinato de Nueva España. |
|  | Inglaterra: En junio de 1579 el capitán corsario Francis Drake reclamó en nombre de Inglaterra un territorio al que él llamó Nueva Albión (New Albion). Actualmente se duda este proceso histórico. |
|  | Rusia: Como parte de la América Rusa, Iván Kuskov creó el asentamiento de Fort Ross, un territorio que era ocupado de forma exitosa por el imperio ruso. Hay que aclarar que Rusia solo controlaba este pequeño territorio, mientras que el resto de California le pertenecía al Imperio Mexicano, estado que nunca reconoció la soberanía rusa en el lugar y viceversa. Rusia abandonaría Fort Ross en 1842. |
|  | Argentina: Durante la Independencia de la Argentina en 1818, la fragata La Argentina, al mando del corsario Hipólito Bouchard, invadió la abandonada capital Monterrey (en ese momento territorio español). Después de una lucha de artillería, izó la bandera rioplatense e hizo una proclama de toma en nombre de las Provincias Unidas del Río de la Plata, invasión que permaneció hasta seis días, pero este reclamo nunca fue reconocido, ni siquiera por el Gobierno argentino, debido a que no era un intento de anexión, sino de ocupación "patriota". |
|  | Primer Imperio Mexicano: El Primer Imperio Mexicano continuó manteniendo el territorio luego de la independencia mexicana, con esta forma de gobierno desde el 24 de agosto de 1821 hasta 1823. |
|  | Estados Unidos Mexicanos: La Primera República Federal de México heredó el territorio desde 1823 hasta su derrota en la guerra mexicano-estadounidense. |
|  | República de California: El 14 de junio de 1846 un grupo de rebeldes del gobierno estadounidense proclamó la República de California como propaganda militar estadounidense. Duró hasta 26 días. |
|  | Estados Unidos: Los Estados Unidos poseen la soberanía del territorio desde 1848. Con su nuevo nombre, California se convertiría en estado en 1850, únicamente con una tercera parte del territorio original. |